# Propadna jama na Drgomlju
Propadna jama na Drgomlju jest jama koja se nalazi na području zvanom Drgomalj Lešnički iznad Broda na Kupi u Gorskom kotaru.
Jama je duboka 39 metara, koljenastog tipa, s nakapnicom.
Dana 1. listopada 2018. iz jame su ekshumirani ostatci šest civilnih žrtava Drugoga svjetskog rata koje su ubili partizani.
Od šest su ekshumiranih žrtava, analizom DNK na Zavodu za sudsku medicinu i kriminalistiku Medicinskog fakulteta u Zagrebu, identificirani posmrtni ostatci dviju osoba, Josipa Šnelera iz Broda na Kupi i Antona Štimca iz Roga, a pretpostavlja se da su među ekshumiranim posmrtnim ostacima i posmrtni ostaci velečasnog Zvonimira Ante Milinovića rođenog 2. lipnja 1914. u mjestu Starigrad kod Senja koji je bio na službi u župi Podstene (susjedna župa Broda na Kupi) tadašnje Senjsko-modruške biskupije.
Na dan 20. srpnja 2019. u župnoj crkvi sv. Marije Magdalene u Brodu na Kupi obavljen je posljednji ispraćaj i pokop.